# Benimuslem
Benimuslem est une commune espagnole de la province de Valence, dans la Communauté valencienne. Elle est située dans la comarque de la Ribera Alta et dans la zone à prédominance linguistique valencienne. Sa population s'élevait à 667 habitants en 2020.

## Géographie

Localisation de Benimuslem
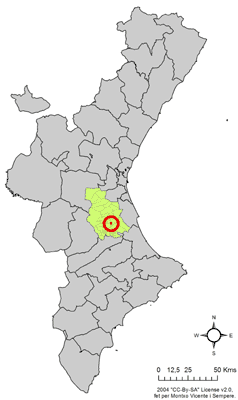
dans la Communauté valencienne.
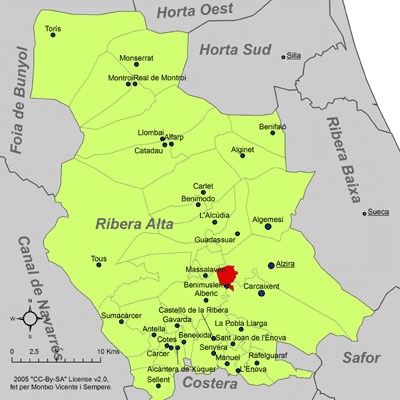
dans la comarque de la Ribera Alta.

Occupant une surface de 4,17 km2, le territoire entièrement plat de la commune est établi sur la rive gauche du Júcar qui le limite au sud et au sud-est. La principale voie de circulation est route CV-550 qui est reliée à l'autoroute de la Méditerranée.

### Communes limitrophes
Le territoire municipal de Benimuslem est limitrophe de celui des communes d'Alberic, Alzira et Carcaixent, toutes situées dans la province de Valence.

## Politique et administration
La commune est dirigée par un conseil municipal de sept membres élus tous les quatre ans. Le maire est élu par les conseillers. Depuis 2019, le maire est Ramón Pascual García, du Parti populaire (PP) qui détient quatre sièges.

## Démographie
| 1990 | 1992 | 1994 | 1996 | 1998 | 2000 | 2002 | 2005 | 2007 | 2020 |
| ---- | ---- | ---- | ---- | ---- | ---- | ---- | ---- | ---- | ---- |
| 568  | 569  | 568  | 552  | 551  | 547  | 561  | 583  | 605  | 667  |

### Sources
- (es) Cet article est partiellement ou en totalité issu de l’article de Wikipédia en espagnol intitulé « Benimuslem » (voir la liste des auteurs).